# John Lhotsky
John Lhotsky (pol. Jan Lgocki, ur. 27 czerwca 1795 we Lwowie, zm. 23 listopada 1866 w Londynie) – polski przyrodnik, podróżnik i odkrywca, publicysta, znany zwłaszcza ze swej działalności na terenie Australii i Tasmanii.
Pochodzenie Lhotsky’ego jest niejasne. W niektórych źródłach podaje się, że pochodził z polskiej zubożałej, drobnoszlacheckiej rodziny Lgockich i że urodził się w Lublinie w 1800 r. Inne publikacje podają, że jego rodzice byli prawdopodobnie z pochodzenia Czechami, jednak on sam uważany jest za Polaka. Wiele publikacji australijskich (nie wdając się w szczegóły historyczno-geograficzne) uznaje go za Austriaka.
Po dość długich studiach na kilku uczelniach, m.in. w Jenie, Lhotsky uzyskał w końcu w Wiedniu tytuł doktora medycyny. Interesowała go jednak przyroda w szerszym rozumieniu. W latach 1830–1831 brał udział w wyprawie naukowej do Ameryki Południowej, zorganizowanej i finansowanej przez Króla Bawarii, której celem było badanie tamtejszej flory i fauny.
Od 18 maja 1832 r. do 1 kwietnia 1838 r. przebywał w Australii. W okresie od stycznia do marca 1834 r. odbył podróż po Nowej Południowej Walii, w czasie której odkrył urodzajną dolinę Limestone i Rzekę Śnieżną (ang. Snowy River), a także jako pierwszy biały człowiek dotarł do Alp Australijskich. Jako pierwszy zebrał i opisał szereg gatunków górskiej flory Alp Australijskich. Notował również aborygeńskie nazwy miejscowe. Odkrycia swe opisał w siedmiu i pół (z 20 zaplanowanych) zeszytach (łącznie 118 stron) wydanych w latach 1834-1835 pod wspólnym tytułem A Journey from Sydney to the Australian Alps. W latach 1836–1838 pracował w Survey Office w Hobart na Tasmanii, gdzie zajmował się m.in. uzupełnianiem mapy geologicznej Półwyspu Tasmana. W tym czasie przez kilka miesięcy podróżował po ówczesnej Ziemi van Diemena. Zgromadził wówczas zbiór ok. 100 minerałów oraz 300 gatunków roślin występujących na wyspie, a także ułożył pierwszy słownik Aborygenów tasmańskich. Naukowa działalność Lhotsky’ego na niwie przyrodniczej została upamiętniona nazwą rodzajową roślin (Lhotskya) i nazwą rodzajową ryb z rodziny Belonowatych (Lhotskia).
W 1838 r. Lhotsky wyjechał do Anglii i odtąd mieszkał w Londynie. Pogarszające się zdrowie nie pozwalało mu na zbyt wyczerpującą pracę. Żył w ubóstwie, często dzięki pomocy materialnej przyjaciół. Zajmował się dorywczo m.in. publicystyką kulturalną. Był pierwszym krytykiem, który w 1839 r. w wychodzącym w Londynie czasopiśmie "Art Union" zwrócił uwagę na malarstwo australijskie (Australia, in its Historical Evolution), a także utrwalił postać Ferdynanda Bauera, świetnego malarza i rysownika, towarzyszącego australijskim wyprawom kapitana Flindersa (Biographical Sketch of Ferdinand Lucas Bauer, Natural History Painter to the Expedition of Captain Flinders A.N. to Terra Australis, 1843).
W publicystyce społecznej, w tym w licznych pamfletach politycznych, głosił bardzo postępowe jak na owe czasy poglądy. Wyraził je także w książkach: Hunger and Revolution i Regeneration of Society. Publikował również w polskich czasopismach emigracyjnych, wychodzących w Londynie (podpisywał się wówczas nazwiskiem Lotski).